# لوسیانو ولاردی
لوسیانو ولاردی (انگلیسی: Luciano Velardi؛ زادهٔ ۲۰ اوت ۱۹۸۱) بازیکن فوتبال اهل ایتالیا است.
از باشگاه‌هایی که در آن بازی کرده‌است می‌توان به باشگاه فوتبال اوردینگن ۰۵ و باشگاه فوتبال بوخوم اشاره کرد.